# Тхэквондо на летних Азиатских играх 2018
Соревнования по тхэквондо на летних Азиатских играх 2018, состоявшихся в Индонезии, проходили с 19 по 23 августа.

## Общий медальный зачёт
| Место | Страна               | Золото | Серебро | Бронза | Всего |
| ----- | -------------------- | ------ | ------- | ------ | ----- |
| 1     | Республика Корея     | 5      | 5       | 2      | 12    |
| 2     | Иран                 | 2      | 3       | 2      | 7     |
| 3     | Таиланд              | 2      | 0       | 2      | 4     |
| 4     | Узбекистан           | 1      | 3       | 2      | 6     |
| 5     | Китай                | 1      | 2       | 2      | 5     |
| 6     | Китайская Республика | 1      | 0       | 3      | 4     |
| 6     | Иордания             | 1      | 0       | 3      | 4     |
| 8     | Индонезия            | 1      | 0       | 0      | 1     |
| 9     | Казахстан            | 0      | 1       | 4      | 5     |
| 10    | Филиппины            | 0      | 0       | 3      | 3     |
| 11    | Япония               | 0      | 0       | 2      | 2     |
| 12    | Ливан                | 0      | 0       | 1      | 1     |
| 12    | Малайзия             | 0      | 0       | 1      | 1     |
| 12    | Вьетнам              | 0      | 0       | 1      | 1     |
| Всего | Всего                | 14     | 14      | 28     | 56    |

## Кёруги

### Мужчины
| Категория   | Золото                      | Серебро                     | Бронза                      |
| ----------- | --------------------------- | --------------------------- | --------------------------- |
| До 58 кг    | Ким Дэхун Республика Корея  | Ниёз Пулатов Узбекистан     | Сергио Судзуки Япония       |
| До 58 кг    | Ким Дэхун Республика Корея  | Ниёз Пулатов Узбекистан     | Фарзан Ашурзаде Иран        |
| До 63 кг    | Мирхашем Хосейни Иран       | Чжао Шуай Китай             | Хо Цзясин Китайский Тайбэй  |
| До 63 кг    | Мирхашем Хосейни Иран       | Чжао Шуай Китай             | Чо Ганмин Республика Корея  |
| До 68 кг    | Ли Дэ Хун Республика Корея  | Амир Мохаммад Бакши Иран    | Ерассыль Каирбек Казахстан  |
| До 68 кг    | Ли Дэ Хун Республика Корея  | Амир Мохаммад Бакши Иран    | Ахмад Абугауш Иордания      |
| До 80 кг    | Никита Рафалович Узбекистан | Ли Хваджун Республика Корея | Салех эль-Шарабаты Иордания |
| До 80 кг    | Никита Рафалович Узбекистан | Ли Хваджун Республика Корея | Нурлан Мирзабаев Казахстан  |
| Свыше 80 кг | Сайед Раджаби Иран          | Дмитрий Шокин Узбекистан    | Камза Каттан Иордания       |
| Свыше 80 кг | Сайед Раджаби Иран          | Дмитрий Шокин Узбекистан    | Руслан Жапаров Казахстан    |

### Женщины
| Категория   | Золото                        | Серебро                         | Бронза                          |
| ----------- | ----------------------------- | ------------------------------- | ------------------------------- |
| До 49 кг    | Панипак Вонгпатанакит Таиланд | Мадинабону Маннопова Узбекистан | Нахид Киани Иран                |
| До 49 кг    | Панипак Вонгпатанакит Таиланд | Мадинабону Маннопова Узбекистан | Мию Ямада Япония                |
| До 53 кг    | Су Поя Китайский Тайбэй       | Ха Минъа Республика Корея       | Фариза Алдангорова Казахстан    |
| До 53 кг    | Су Поя Китайский Тайбэй       | Ха Минъа Республика Корея       | Лаэтитиа Аоун Ливан             |
| До 57 кг    | Ло Цзунши Китай               | Ли Арым Республика Корея        | Паулина Луиса Лопес Филиппины   |
| До 57 кг    | Ло Цзунши Китай               | Ли Арым Республика Корея        | Випаван Сирипорнпермсак Таиланд |
| До 67 кг    | Джульяна Аль-Садег Иордания   | Ким Джанди Республика Корея     | Чжан Мэнъюй Китай               |
| До 67 кг    | Джульяна Аль-Садег Иордания   | Ким Джанди Республика Корея     | Нигора Турсункулова Узбекистан  |
| Свыше 67 кг | Ли Дабин Республика Корея     | Жансель Дениз Казахстан         | Гао Пань Китай                  |
| Свыше 67 кг | Ли Дабин Республика Корея     | Жансель Дениз Казахстан         | Светлана Осипова Узбекистан     |

## Пумсэ
| Вид                          | Золото                                                                | Серебро                                        | Бронза                                                          |
| ---------------------------- | --------------------------------------------------------------------- | ---------------------------------------------- | --------------------------------------------------------------- |
| Мужчины личное первенство    | Кан Минсун Республика Корея                                           | Коорош Бахтияр Иран                            | Чэнь ЧИн Китайский Тайбэй                                       |
| Мужчины личное первенство    | Кан Минсун Республика Корея                                           | Коорош Бахтияр Иран                            | Понгпом Сувиттаярак Таиланд                                     |
| Мужчины командное первенство | Республика Корея Хан Ёнхун Ким Сынхо Кан Ванджин                      | Китай Чжу Юйсян Ху Минда Дэн Тинфэн            | Филиппины Дустин Якоб Мельа Хеордан Домингес Родольфо Рейес-мл. |
| Мужчины командное первенство | Республика Корея Хан Ёнхун Ким Сынхо Кан Ванджин                      | Китай Чжу Юйсян Ху Минда Дэн Тинфэн            | Вьетнам Нгуен Тхиен Фунг Ле Тхань Чунг Чан Тиен Кхоа            |
| Женщины личное первенство    | Дефиа Росманиар Индонезия                                             | Марьян Салахшури Иран                          | Яп Кхим Вен Малайзия                                            |
| Женщины личное первенство    | Дефиа Росманиар Индонезия                                             | Марьян Салахшури Иран                          | Юн Джихе Республика Корея                                       |
| Женщины командное первенство | Таиланд Котчаван Чомчуен Пхенканья Пхайсанкаттикун Орнавее Срисахакит | Республика Корея Хван Евон Чой Донъа Пак Джеын | Филиппины Хувениль Кристосомо Ринна Бабанто Ханна Олива         |
| Женщины командное первенство | Таиланд Котчаван Чомчуен Пхенканья Пхайсанкаттикун Орнавее Срисахакит | Республика Корея Хван Евон Чой Донъа Пак Джеын | Китайский Тайбэй Чэнь Сянтин Чэнь Исюань Линь Каньюй            |